# Рише, Адель
Адель Рише (фр. Adèle Riché; 1791, Париж — 1878, Фонтенбло) — французская художница.

## Биография
Адель Рише родилась и прожила свою жизнь во Франции. Она — дочь Франсуа-Жозефа Рише (1765—1838), главного садовника Парижского ботанического сада. Ученица Яна Франса ван Даля и Герарда ван Спандонка, она известна своими натюрмортами, в том числе акварельными, а также портретами. Большую часть своей жизни она работала художником-ботаником в Национальном музее естественной истории в Париже. Там она нарисовала множество акварелей на пергаменте для коллекции музея, а также проиллюстрировала «Историю северных американских лесных деревьев» Франсуа Андре Мишо 1813 года. Работала в жанре ботанической, энтомологической и природной иллюстрации; её техники включают масло, акварель, работу на пергаменте, гравюру, а также ручную раскраску. Она сотрудничала с Анри-Жозефом и Пьером-Жозефом Редуте, и с Панкрасом Бесса, также художниками-ботаниками. Помимо создания научных иллюстраций, она также получила золотую медаль на Салоне 1831 года. Рише умерла в Фонтенбло, Франция, в 1878 году.

## Творчество
Рише работала в основном акварелью, а её любимыми темами были женщины, цветы или фрукты. Её портреты часто написаны маслом (стилистическое предпочтение того времени), тогда как изображения фруктов и натюрморты выполнены акварелью.
Рише написала портрет Натальи Обренович, королевы Сербии.

## Галерея

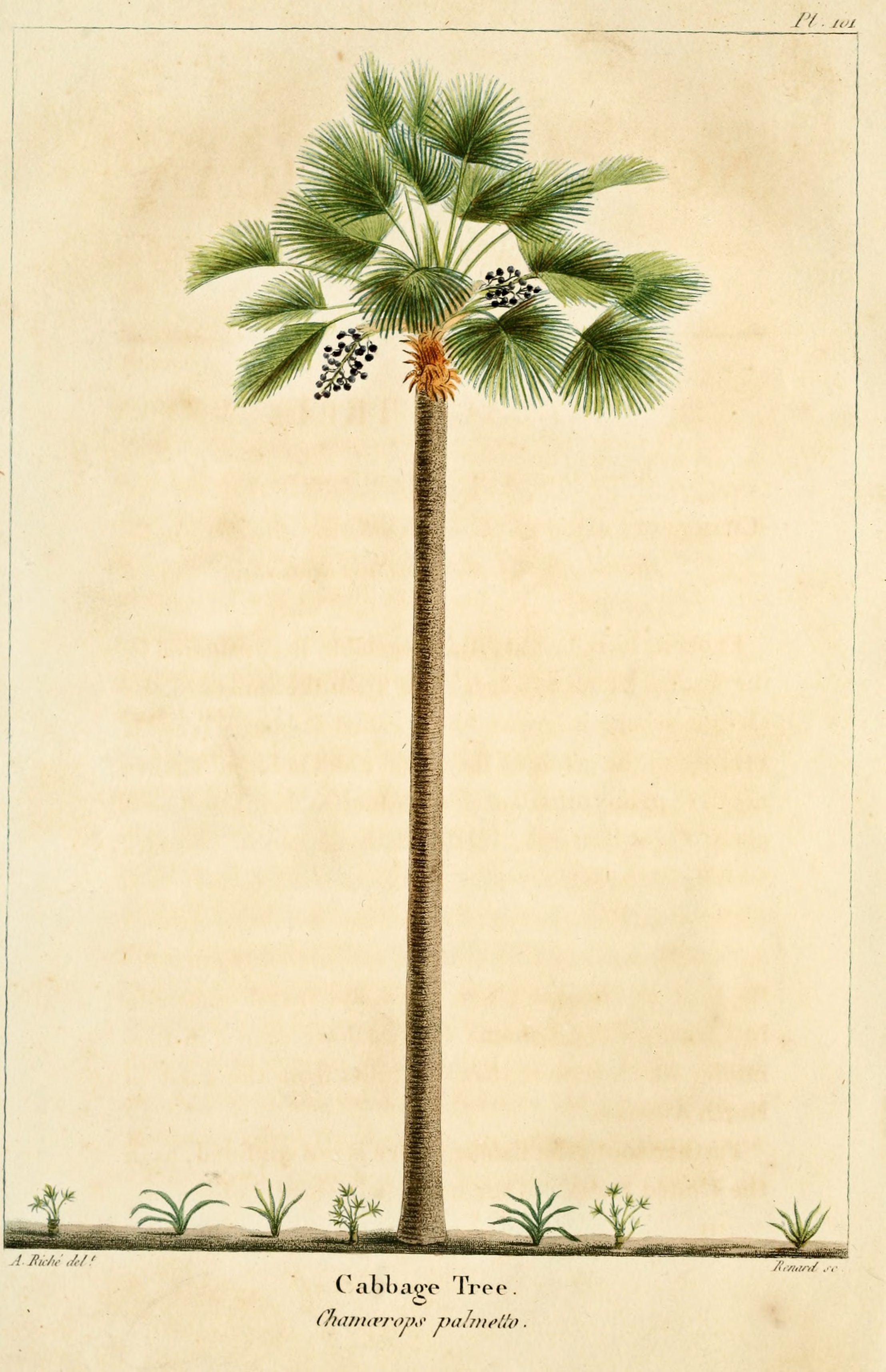
Лист 30 из The North American Sylva представляет иллюстрацию Рише сабаля пальмовидного, первоначально известного как капустное дерево (Chamærops palmetto)
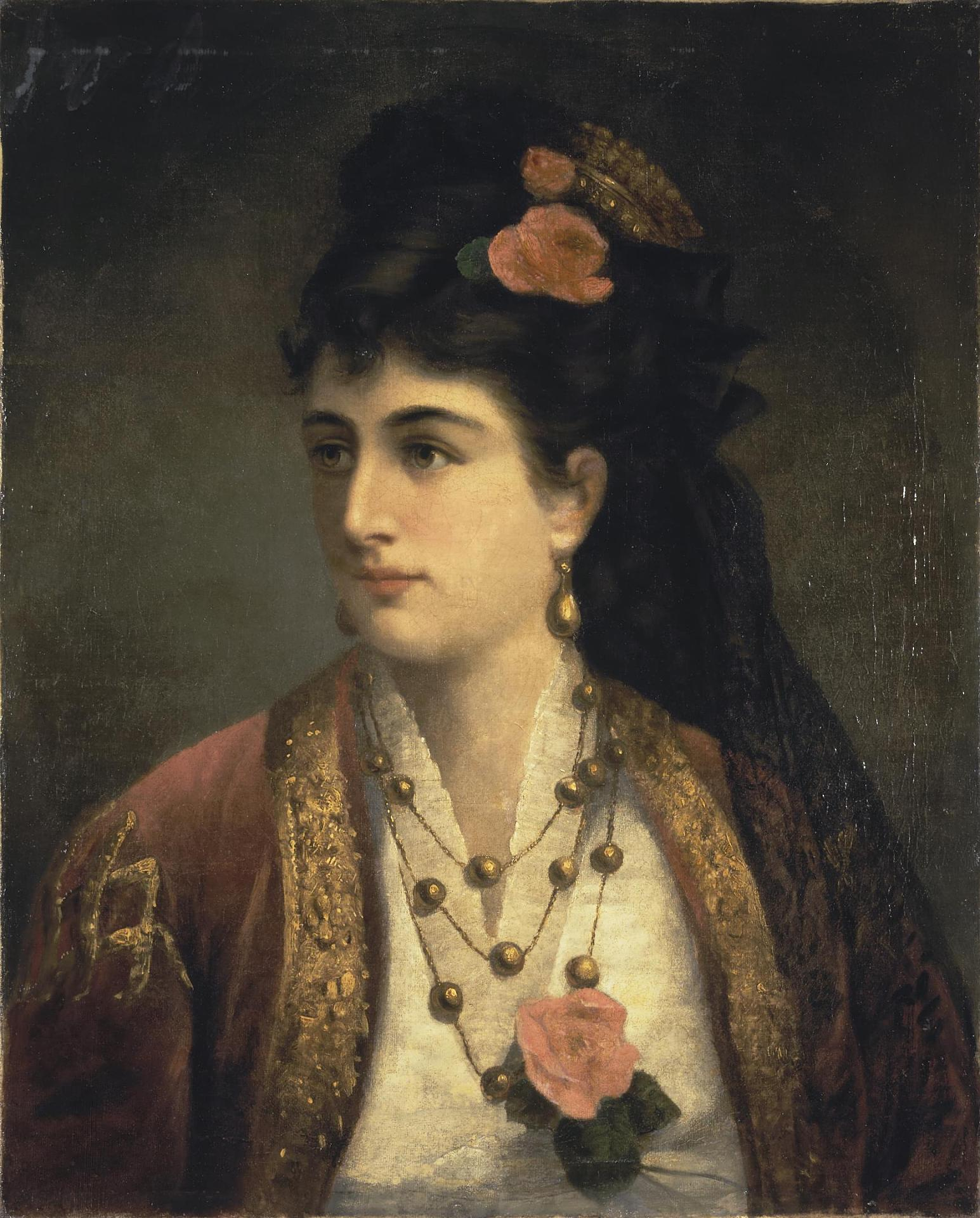
Портрет Натальи Обренович, королевы Сербии, 1875–1878